# 斯瓦尔巴鱼龙属
斯瓦尔巴鱼龙（学名：Svalbardosaurus）是生存于早三叠世、最初被鉴定为鱼龙类但后来被重新解释为两栖类的一个属。
模式种粗齿斯瓦尔巴鱼龙（Svalbardosaurus crassidens）由让-米歇尔·马辛（Jean-Michel Mazin）于1981年命名并描述。属名指斯瓦尔巴群岛，遗骸正发现于其中的斯匹次卑尔根岛上。种名在拉丁语中意为“粗的牙齿”。该属仅有几颗锥形牙齿被发现，故经常被视为疑名。